# Câu lạc bộ bóng đá Yertsakhu Ochamchira
Câu lạc bộ bóng đá Yertsakhu Ochamchira là một câu lạc bộ bóng đá ở thành phố Ochamchire, Abkhazia thi đấu tại Giải bóng đá Ngoại hạng Abkhazia.

## Lịch sử
Câu lạc bộ bóng đá Yertsakhu Ochamchira được thành lập năm 1993 tại thành phố Ochamchire, Abkhazia, thuộc quản lý của Liên đoàn bóng đá Abkhazia.

## Danh hiệu
- Giải bóng đá Ngoại hạng Abkhazia (2) [2] [3]
- Cúp bóng đá Abkhazia (2) [4] [5]
- Siêu cúp bóng đá Abkhazia (1) [6]

## Cầu thủ (2020)
| Nº | Vị trí | Quốc tịch | Tên               | Năm sinh | Tuổi |
| -- | ------ | --------- | ----------------- | -------- | ---- |
| 1  | GK     | Abkhazia  | Leon Kutelia      | 2001     | 20   |
| 23 | GK     | Abkhazia  | Sandro Ubiria     | 2005     | 16   |
| 4  | DF     | Abkhazia  | Ruslan Logua      | 1986     | 35   |
| 5  | MF     | Abkhazia  | Nika Narmania     | 2000     | 21   |
| 3  | DF     | Abkhazia  | Andreas Aslandzia | 1992     | 29   |
| 2  | RS     | Abkhazia  | Levan Logua       | 1994     | 27   |
| 20 | FW     | Abkhazia  | Ruslan Margania   | 1998     | 23   |
| 12 |        | Abkhazia  | Slavik Zubatov    | 1992     | 29   |
| 31 |        | Abkhazia  | Disse Mikvabiya   | 2005     | 16   |
| 8  | MF     | Abkhazia  | Daniel Archelia   | 2001     | 20   |
| 17 | LS     | Abkhazia  | David Logua       | 1991     | 30   |
| 7  | FW     | Abkhazia  | Timur Gadelia     | 1998     | 23   |
| 6  | LS     | Abkhazia  | Nestor Pachulia   | 1992     | 29   |
| 25 |        | Abkhazia  | Denis Khadzhimba  | 1998     | 23   |
| 21 | MF     | Abkhazia  | Aslan Butba       | 1996     | 25   |
| 14 | DF     | Abkhazia  | Ferik Amichba     | 1992     | 29   |
| 10 | MF     | Abkhazia  | Mikhail Kutelia   | 1999     | 22   |
| 11 | MF     | Abkhazia  | Anri Kishmaria    | 1999     | 22   |
| 55 |        | Abkhazia  | Alas Alteiba      | 1998     | 23   |